# 피트섬

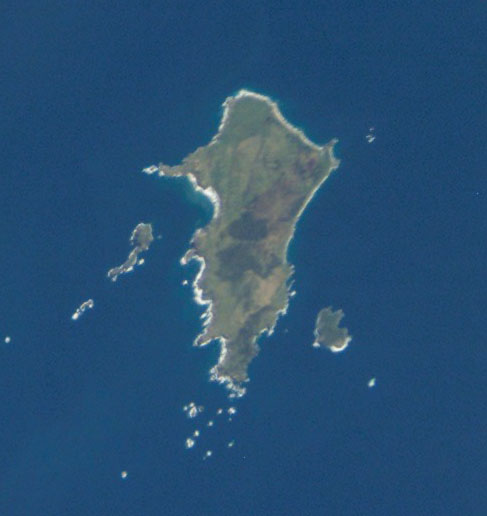
우주에서 바라본 피트섬

피트섬(Pitt Island)은 뉴질랜드 채텀 제도에서 두 번째로 큰 섬이다. 마오리어로는 Rangiauria, 모리오리어로는 Rangiaotea라고 한다.
피트섬의 면적은 65평방킬로미터(25평방마일)이다. 뉴질랜드 본섬 동쪽으로 약 770km(480마일), 채텀섬 남동쪽으로 약 20km(12마일) 떨어져 있으며 피트 해협으로 분리되어 있다. 섬은 언덕이 많다. 가장 높은 지점(와이히레 헤드)은 해발 241미터(791피트)까지 올라간다. 2011년 현재 피트섬의 인구는 약 38명이다.
피트섬의 카후이타라 포인트는 현지 시간대를 기준으로 매년 새해 일출을 관찰할 수 있는 지구상 최초의 인구 밀집 지역이다.